# Jean Leray
Jean Leray (ur. 7 listopada 1906 w Chantenay-sur-Loire (współcześnie część Nantes), zm. 10 listopada 1998 w La Baule-Escoublac) – francuski matematyk. 
Zajmował się topologią algebraiczną, analizą funkcjonalną i równaniami różniczkowymi. Współtworzył, wspólnie z polskim matematykiem Juliuszem Schauderem, twierdzenie Leraya-Schaudera. Był profesorem Collège de France w Paryżu, członkiem Francuskiej Akademii Nauk i Polskiej Akademii Nauk.

## Życiorys
W 1934 roku w czasopiśmie matematycznym Annales scientifiques de l'École normale Supérieure opublikowano jego pracę napisaną wspólnie z polskim matematykiem Juliuszem Schauderem zatytułowaną Topologie et équations fonctionelles. Praca ta dotyczyła zastosowania teorii przestrzeni Banacha do równań o pochodnych cząstkowych. W 1937 obaj uczeni zostali laureatami międzynarodowej nagrody Malaxa.
W 1932 roku ożenił się z Marguerite Trumier, z którą miał trójkę dzieci. W czasie II wojny światowej służył w armii w stopniu oficera. W 1940 roku został wzięty do niewoli i wysłany do obozu jenieckiego w Austrii. Wolność odzyskał dopiero w 1945 roku. Przed wojną Leray specjalizował się w hydrodynamice. Jednak w obozie ukrywał ten fakt, ponieważ obawiał się, że Niemcy będą chcieli wykorzystać jego umiejętności i wiedzę do swoich działań wojennych. Dlatego na czas pobytu w obozie poświęcił się w całości topologii. Po wojnie opublikował książkę Algebraic topology taught in captivity.
W 1977 r. został członkiem zagranicznym PAN.